# Jiří Šašek (politik)
Jiří Šašek (3. září 1938 Břasy - 22. listopadu 1990 Plzeň) byl český a československý disident, signatář Charty 77, po sametové revoluci politik a poslanec Sněmovny lidu za Občanské fórum.

## Biografie
V roce 1954 se vyučil číšníkem v podniku Restaurace a jídelny Plzeň. Pracoval pak v pohostinských službách do roku 1976, kdy odešel do invalidního důchodu. V roce 1978 se stal signatářem Charty 77. V 80. letech organizoval protikomunistické akce v Plzni. Byl opakovaně vyslýchán a vězněn, na několik let mu úřady odebraly invalidní důchod. V roce 1988 se stal signatářem Hnutí za občanskou svobodu. Působil jako plzeňský zpravodaj stanic Svobodná Evropa a Hlas Ameriky. V květnu 1989 se spolu s dalšími dvěma kolegy (Jindřich Kolář a Jan Rampich) pokusili získat souhlas úřadů s pořádáním demonstrace k 44. výročí osvobození Plzně. 26. dubna 1989 ohlásili záměr pořádání mítinku, 5. května byli pak pozváni k projednání záležitosti na Městský národní výbor. Úředníci jim záměr rozmlouvali a pak demonstraci zakázali. Při odchodu ze sídla Městského národního výboru byli organizátoři krátce zadrženi komunistickou policií.
V listopadu 1989 se podílel na vzniku Občanského fóra v Plzni, patřil mezi mluvčí OF v krajském městě a jako delegát Plzně se zúčastnil prvního sněmu Občanského fóra konaného 23. prosince 1989 v Praze. Podílel se na organizování demonstrací v Plzni. K roku 1990 je uváděn jako invalidní důchodce, bytem Plzeň.
V lednu 1990 zasedl v rámci procesu kooptací do Federálního shromáždění po sametové revoluci do Sněmovny lidu (volební obvod č. 42 – Plzeň II, Západočeský kraj) jako bezpartijní poslanec, respektive poslanec za Občanské fórum. Ve Federálním shromáždění setrval do svobodných voleb roku 1990. Ve FS pracoval v branně bezpečnostním výboru a zabýval se především problematikou bývalé Státní bezpečnosti.
V rámci Občanského fóra se během roku 1990 přiklonil ke Křesťanskodemokratické straně, byl rovněž pravidelným komentátorem listu Nová Pravda. V roce 2008 získal in memoriam Cenu hejtmana za občanskou statečnost.